# Litoria electrica
A Litoria electrica a kétéltűek (Amphibia) osztályának békák (Anura) rendjébe és a levelibéka-félék (Hylidae) családjába tartozó faj.

## Előfordulása
A faj Ausztrália endemikus faja. Természetes élőhelye a mérséklet égövi erdők, szubtrópusi vagy trópusi mocsarak, édesvízű tavak, lakott területek.